# Štěkat do boudy
Štěkat do boudy je demo nahrávka skupiny UDG natočená ve studiu Kristýna.

## Seznam písní
1. Soudnej den
2. Loutkové divadlo
3. Tututurutururu
4. Nekončná
5. Žofrej a Gagarin
6. Brouk
7. Na zámku Versailském
8. 1. syntéza
9. Sluníčko
10. Svoboda
11. Na tobě
12. Recept je sex
13. Píseň pro Nicole